# Explicit
Das Explicit ist die Schlussformel in mittelalterlichen Handschriften und Inkunabeln zusammen mit den sich häufig daran anschließenden Angaben von Ort, Datum, Schreiber, Verfasser oder Drucker. Oft ist es farbig hervorgehoben und mit Auszeichnungsschrift gestaltet.
Die Bezeichnung ist vermutlich an das texteinleitenden Incipit angelehnt und stammt von der häufig verwendeten Schlussformel explicit liber „das Buch ist zu Ende“, vermutlich eine Abkürzung für liber explicitus [est], wörtlich „das Buch ist ausgebreitet“. Es ist eng verwandt mit dem Kolophon (Schriftstück) und teilweise nicht von diesem zu trennen, was sich auch der Verwendung der Terme in der Fachliteratur widerspiegelt.